# Eduard Schultze

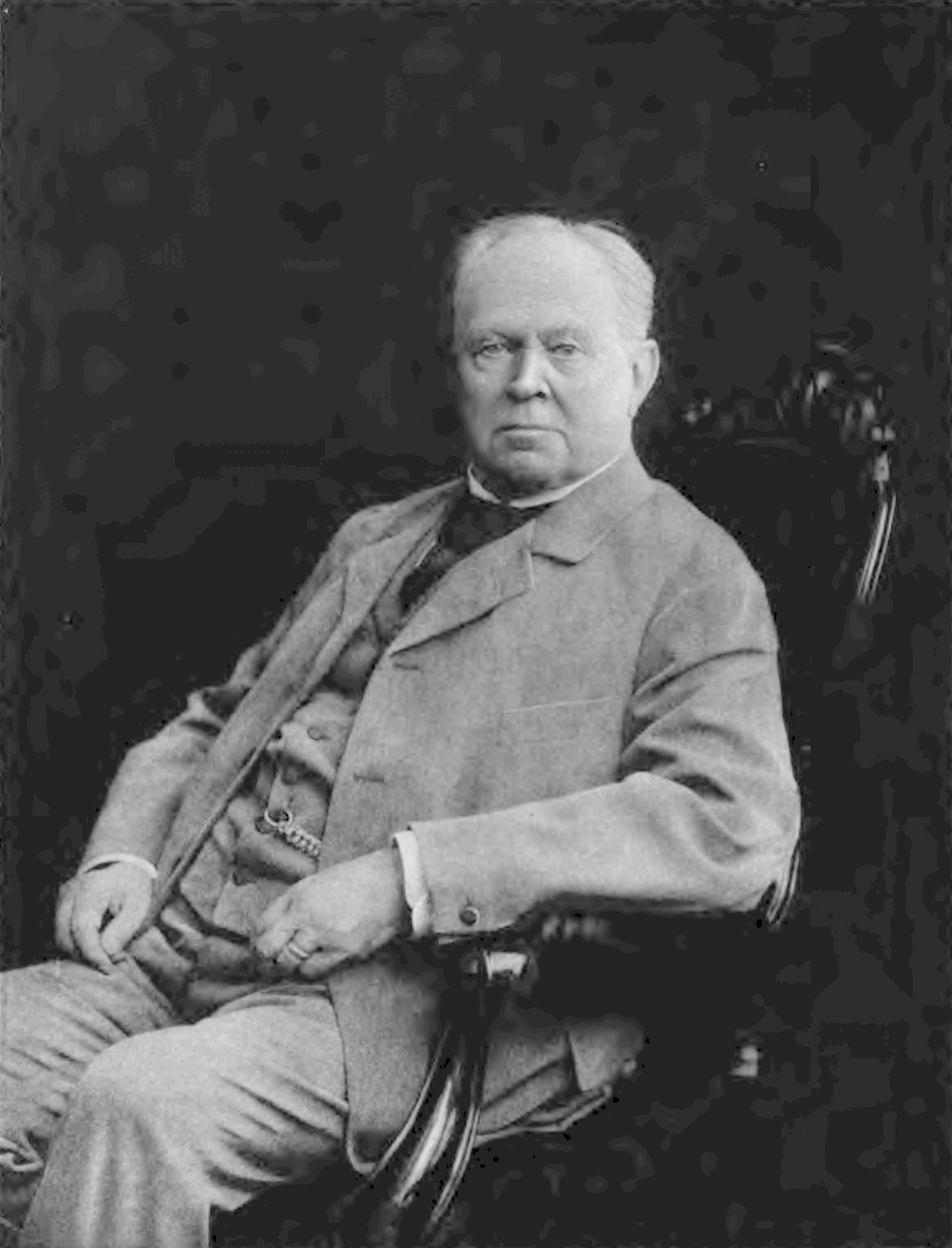
Porträt des Kuno Fischer, Foto: Eduard Schultze, Inhaber Max Kögel

Friedrich Wilhelm Eduard Schultze (* 17. November 1841; † 10. Januar 1913) war ein deutscher Fotograf in Heidelberg.

## Leben
Zur Biographie von Eduard Schultze ist wenig bekannt.
Erstmals ist „Schultze Eduard, Photograph“ im Adressbuch von Heidelberg in der Ausgabe von 1867/68 auf Seite 86 mit Adresse „Plöckstrasse 79“ zu finden. Ab der Ausgabe von 1883 findet sich der Zusatz „Hofphotograph“. In der Ausgabe des Adressbuches von Heidelberg für das Jahr 1885 und Folgejahre wird „Heinrich Boppel, Hofphotograph“ als Inhaber von „E. Schultze“ ausgewiesen. In Zeitschriften sind auch Bezeichnungen wie „Schultze Nachfolger“ oder „Schultze Nachf.“ als Zusätze zum Namen zu finden. Ab 1890 wird Max Kögel als Inhaber des photographischen Ateliers „E. Schultze“ in den Adressbüchern geführt. In einer Anzeige unter Werbung im Adressbuch von 1890 macht er bekannt, Hofphotograph des Königs von Württemberg zu sein.